# Kafr Zajta (poddystrykt)
Kafr Zajta – jedna z 3 jednostek administracyjnych trzeciego rzędu (nahijja) dystryktu Maharda w muhafazie Hama w Syrii.
W 2004 roku poddystrykt zamieszkiwało 39 302 osób.